# وليد أحمد السيد
وليد أحمد السيد معماري فلسطيني / أردني، ولد في عمان عام 1966, مقيم بلندن منذ التسعينيات ويحمل الجنسية البريطانية. درس العمارة بالجامعة الأردنية وتخرج منها عام 1989. أكمل دراسة الماجستير عام 1995 وخلالها مارس التصميم المعماري مع المهندس المعماري راسم بدران لمدة خمس سنوات عمل خلالها على العديد من المشاريع والمسابقات العربية والعالمية المهمة. افتتح مكتبه الخاص بعمان لمدة ثلاث سنوات صمم خلالها العديد من المساكن والمباني الخاصة وشارك بالمسابقة العالمية لتطوير دار الكتب المصرية بالقاهرة عام 1993. وأثناء سنوات عمله كمعماري والتحاقه ببرنامج الماجستير راعه الفجوة الهائلة بين النظرية وبين التطبيق مع غياب روح البحث العلمي التي هي أساس نهضة الغرب، فترك مكتبه الخاص بعمان والذي كان مع ثلاثة من الزملاء المعماريين، والتحق ببرنامج الدكتوراة بجامعة لندن في العام 1996 حيث نال درجة الدكتوراة في فلسفة العمارة عن أطروحته التي يناقش فيها توظيف التراث في العمارة العربية المعاصرة من خلال تحليل أعمال حسن فتحي وراسم بدران باستخدام نظرية حديثة هي (Space Syntax).

## حياته العملية
خلال السنوات الأكاديمية التي قضاها بجامعة لندن وحتى الآن ومن خلال ممارسته البحث الأكاديمي والعمارة والتصميم تفتحت له آفاق عديدة في العلاقة الوطيدة بين البحث العلمي وبين التطبيق في العمارة والتي يستخدم فيها الكمبيوتر في تحليل ودراسة المباني والمناطق الحضرية. وهو مدير مركز أبحاث العمارة العربية الإسلامية بلندن. ومؤخرا تمت دعوته للعمل كمستشار لوزارة الإسكان بمملكة البحرين. وبالإضافة لذلك فقد أسس مكتبه الخاص بلندن دار معمار وهي شركة مساهمة مقرها لندن وعملها يشمل قطاعات خاصة بالخليج العربي والشرق الأوسط وأستراليا وشمال أفريقيا.

## مراحل حياته الفكرية
يعتبر الدكتور وليد أحمد السيد واحدا من أبرز النقاد في ساحة العمارة العربية المعاصرة. فهو باحث وناقد وكاتب من القلة في الوطن العربي الذين يتميزون بالمثابرة والكتابة المستمرة الدؤوبة في غياب واضح للكتاب المعماريين ونقاد العمارة.
يتميز بحضور واضح في ساحتي البحث الأكاديمي والكتابة الصحفية. فبالإضافة لكونه محاضرا وأستاذا زائرا في معاهد أكاديمية بريطانية وفي الخليج العربي، فهو يعمل كمستشار للعديد من المؤسسات العالمية بهولندا وغيرها كما عمل كعضو للجان تحكيم عالمية لمؤتمرات في الخليج العربي والمشرق العربي وغيرها. ويطل منذ العام 2000 على القراء في العالم العربي من خلال صحف الشرق الأوسط والحياة اللندنية والجزيرة السعودية والوطن العمانية والعرب القطرية وبيروت تايمز بأمريكا والقدس العربي اللندنية بمقالات دورية حول العمارة والعمران. ويكتب أسبوعيا مقالا يتناول فيه متعلقات العمارة والعمران والتعليم المعماري والأطر الاجتماعية الثقافية للعمارة والفن في المضمون العربي الإسلامي. وقد نشر حتى نهاية العام 2009 أكثر من 150 مقالا صحفيا بمعدل 1500 - 2500 كلمة لكل مقال، يمزج فيه بين الخبرة العملية والدراسات الأكاديمية النظرية والبحث المستمر في الكتب الصادرة حديثا. وكذلك يكتب، بناء على دعوة هيئة التحرير، في مجلات عمرانية متخصصة كمجلة البناء في الرياض، حيث يكتب بانتظام في زاوية «نقد ورأي», وكذلك يكتب في مجلة «عمران» الصادرة عن قسم العمارة بالجامعة الإسلامية بغزة. كذلك يكتب في مجلات ودوريات متخصصة أخرى كمجلة العمران والتقنيات الحضرية وهي مجلة علمية محكمة تصدر عن مخبر البيئة والعمران بالجزائر، وله أبحاث منشورة في دوريات كالمستقبل العربي اللبنانية ومؤتمرات عالمية. له كتاب سيصدر قريبا في مطلع العام 2010 عنوانه «قراءات فلسفية في عمارة المجتمعات العربية بين التراث والحداثة - نحو قراءة منهجية للعمارة العربية المعاصرة» يبحث فيه نقاطا محورية في أسس العمارة العربية ومتعلقاتها الثقافية والاجتماعية والسياسية وأطر التعليم والنقد المعماري.
عمل منذ العام 2004 في مسقط بعمان على تأسيس مكتبه حيث أسس لمجموعة من العلاقات مع القطاع الخاص من خلال مجموعة من المشاريع الخاصة ومتوسطة الحجم والكبيرة الإسكانية. وعمل في العام 2006 مستشارا لجهة حكومية للتطوير والتخطيط العمراني، وقاد فريقا لتطوير أربعة مدن أردنية جديدة بما فيها الوسط التاريخي لمدينة عمان. في العام 2007 عمل على تصميم مدينة دبي الصحية للاستشفاء من خلال مكتب بريطاني متخصص. ومن خلال هذا العمل وبناء على طلب المالك وهو جهة حكومية تم تطوير التصميم ليحاكي عمارة الأندلس ولكن بأسلوب حديث يتماشى مع الطفرة العمرانية غير المسبوقة التي تشهدها مدينة دبي.

## فلسفة العمارة والمهنة
يؤمن بضرورة استناد العمارة دوما إلى مرجعية وأصل دون أن يكون ذلك عائقا بأي شكل للحيلولة دون النهضة باتجاه الحداثة. يبحث عن التجديد دوما دون التنكر للقالب الأصيل. الأشكال والمواد والفلسفة المعمارية ينبغي أن تتجدد دوما، الماء إن ركد أصبح آسنا، وكذلك الأفكار والأشكال والتصميمات ينبغي تطويرها ونزوعها نحو الحداثة والتجديد على الدوام كي تبقى حية، ويؤمن بضرورة الجرأة المعمارية أيضا فالعالم يتغير ويتطور باستمرار وهناك مخترعات تكنولوجية تتطلب التطور الدائم في علم البناء ونظريات التخطيط والعمارة ولا بد من مواكبة العصر في كل شيء بما في ذلك العمارة. وقد نشرت له العديد من المقابلات حول رأيه في متعلقات العمارة والعمران في أكثر من مجلة متخصصة.

## وصلات خارجية
- مجموعة لونارد للفن والعمارة
- نبذة عن فكر وأعمال معماري عربي معاصر
- سلسلة مميزة من المقالات